# Liberato Salzano
Liberato Salzano este un oraș în Rio Grande do Sul (RS), Brazilia.